# 火红山椒鸟
火红山椒鸟（学名：Pericrocotus igneus）是山椒鸟科山椒鸟属的一种，分布于文莱、印度尼西亚、马来西亚、缅甸、菲律宾、新加坡和泰国。其自然栖息地为亚热带或热带的湿润低地森林以及亚热带或热带的湿润山地。该物种受栖息地减少威胁。